# Zerind
Zerind è un comune della Romania di 1 402 abitanti, ubicato nel distretto di Arad, nella regione storica della Transilvania.
Il comune è formato dall'unione di 2 villaggi: Iermata Neagră e Zerind.
La presenza di Zerind è attestata da documenti risalenti al 1169.
Il principale monumento del comune è la chiesa protestante riformata di Iermata Neagră, costruita nel 1799.

I flussi turistici, peraltro piuttosto limitati, traggono origine dalla presenza di alcune riserve di caccia e di pesca; nel comune sono presenti sorgenti di acque termali, che tuttavia non sono ancora oggetto di sfruttamento.